# Gerhard Melinz
Gerhard Melinz (* 1955 in Frohnleiten, Steiermark) ist ein österreichischer Sozial- und Wirtschaftshistoriker sowie Politikwissenschafter.
Melinz studierte Sozialgeschichte und der Politikwissenschaft an der Universität Wien. Er wurde in Sozial- und Wirtschaftsgeschichte promoviert und habilitierte sich auch in diesen Fächern. Nach Positionen an der  Universität Linz sowie der Universität Wien ist er derzeit Universitätsdozent an der FH Campus Wien am Department Soziales, unter anderem im Europäischen Masterprogramm SOWOSEC. Er gilt als einer der renommiertesten Forscher Österreichs zu Geschichte und Gegenwart der Sozialarbeit.

## Jüngere Schriften
- Gerhard Melinz: 50 Jahre ÖKSA. Eine politische Plattform für soziale Arbeit im Wandel der Zeit, eine Festschrift anlässlich des 50-jährigen Bestehens des Österreichischen Komitees für Soziale Arbeit 2006 in Wien
- Gerhard Melinz: Geschichte der "Sozialwirtschaft" in Österreich. Eine historische Skizze. in Kurswechsel Heft 4/2004, S. 33–42
- Gerhard Melinz, Gerald Hödl: "Jüdisches" Liegenschaftseigentum in Wien zwischen Arisierungsstrategien und Rückstellungsverfahren. Wien u. a.: Oldenbourg 2004
- Gerhard Melinz: Zwischen Vision und Wirklichkeit – ÖKSA eine Plattform im Wandel der Zeit, Textbeilage zum Film von Inge und Herbert Link verfasst von Univ.Doz. Dr. Gerhard Melinz http://www.oeksa.at/files/melinz_textbeilage.pdf